# Colonne de Pompée

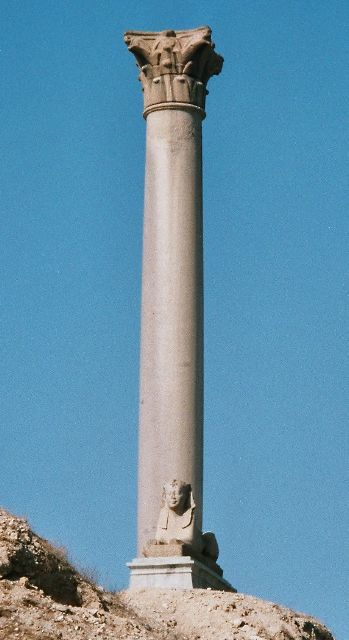
Colonne de Pompée

La  Colonne de Pompée est une colonne monolithique en granit rouge d'Assouan qui se trouve dans le parc archéologique d'Alexandrie en Égypte, à l'endroit où se trouvait le Sérapéum.

## Description
La colonne qui mesure 29 m de haut a un diamètre à sa base de 3 m et 2,5 m pour les deux tiers supérieurs. Son poids est estimé à 285 tonnes. La colonne est surmontée par un chapiteau corinthien.

## Histoire
Ce sont les croisés qui ont donné le nom à cette colonne. Ils estimaient qu'elle est construite à l'endroit où César aurait enterré le général romain Pompée,. 
Il semble qu'en réalité la colonne a été érigée en honneur de l'empereur Dioclétien qui a assiégé la ville pendant huit mois afin de l'arracher à l'usurpateur Lucius Domitius Domitianus. Dioclétien y aurait détourné un chargement de blé destiné à Rome afin de secourir la population victime de la famine (298).

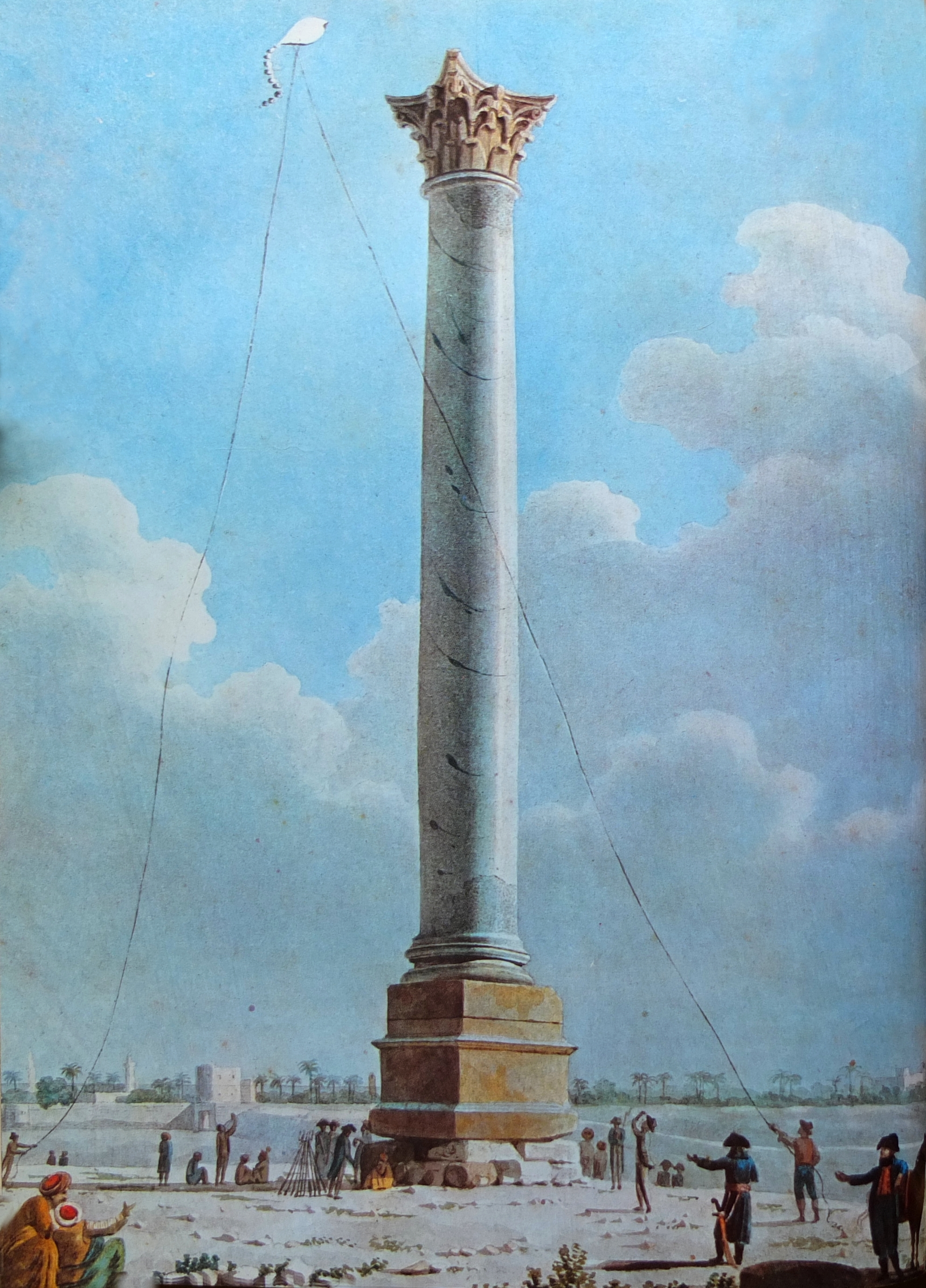
Napoléon Bonaparte visitant la colonne de Pompée en 1798. Aquarelle de Dominique Vivant Denon. Le cerf-volant sert à en mesurer la hauteur.